# Josef Sommer
Josef Sommer  (nacido como Maximilian Josef Sommer el 26 de junio de 1934 en Greifswald, Alemania) es un actor germano-estadounidense.

## Bíografía
Sommer es el hijo de Clemons y Elisabeth Sommer. Emigraron con él a Estados Unidos, North Carolina, donde creció durante su infancia. Sommer le gustó desde su infancia ser actor e hizo su primera aparición teatral, cuando solo tenía nueve años. Después de graduarse en el año 1957 en el Carnegie Institute of Technology, en Pittsburgh, Pensilvania, y después de su servicio en el Ejército de los  Estados Unidos, Sommer apareció por primera vez en el escenario profesional en el American Shakespeare Festival. En 1970 él debutó en Broadway en el August Wilson Theatre interpretando el papel de Brabantio  en Othello.
En 1971 consiguió su primer papel secundario en la película de Don Siegel Harry el Sucio. Sommer, que continuaba activo en el teatro, actuó desde entonces en numerosas producciones cinematográficas. La mayoría eran papeles secundarios.Junto con el teatro y el cine, también él actuó en producciones de televisión. En 1985 Sommer interpretó su papel más famosos en la película muy famosa Último testigo (1985), en la que interpretó al villano de la película.  En 1987 Josef Sommer interpretó el papel del Presidente de los Estados Unidos Gerald Ford en La historia de Betty Ford, en la que Gena Rowlands interpreta el papel protagonista . Finalmente él, en series, sóo asumió papeles de invitado como Without a Trace y Law & Order con excepción de una mayor aparición en Los Doctores (1973) aunque tuvo una participación mayor en miniseries como en Los Kennedy (1990).
Está casado con Nina Seely y tiene una hija, María.

## Filmografía (Selección)

### Películas
- 1971: Harry el sucio (Dirty Harry)
- 1975: The Stepford Wives
- 1976: The Front
- 1977: Encuentros en la tercera fase (Close encounters of the third kind)
- 1978: La historia de Oliver
- 1980: Doctor Franken
- 1981: El Rollover De Conspiración (Rollover)
- 1981: Ausencia de malicia (Absence of Malice)
- 1982: Bajo sospecha (Still of the Night)
- 1983: Silkwood
- 1984: El hombre del hielo (Iceman)
- 1985: Único testigo (Witness)
- 1985: Target – Blanco (Target)
- 1985: D. A. R. Y. L.
- 1987: La historia de Betty Ford (The Betty Ford Story; película para televisión)
- 1989: El cielo se equivocó (Chances Are)
- 1992: Somos los mejores (The Mighty Ducks)
- 1993: Malicia (Malice)
- 1994: Ni un pelo de tonto (Nobody´s Fool)
- 1995: Días extraños (Strange Days)
- 1996: Entre los Mundos (Hidden in America)
- 1998: Patch Adams (Patch Adams)
- 2000: Shaft – ¿Alguna Otra Pregunta? (Shaft)
- 2000: Family Man (The Family Man)
- 2002: La suma de todos los miedos (The Sum of All Fears)
- 2006: El rey elefante (The Elephant King)
- 2006: X-Men: La  decisión final (X-Men: The Last Stand)
- 2007: La Invasión (The Invasion)
- 2008: Stop-Loss
- 2010: Los otros dos (The Other Guys)

### Series
- 1973: Los doctores (The Doctors; 23 episodios)
- 1978: Mourning becomes Electra (Miniserie)
- 1990: Los Kennedy (The Kennedys of Massachussets;  Miniserie)
- 1999: El asesino del unicornio (The Hunt for the Unicorn Killer; Miniserie)